# Холл, Уильям Эвенс
Уильям Эвенс Холл (англ. William Evens Hall; 22 октября 1907, Макалестер, Питсберг, Оклахома — 28 мая 1984, Канаверал, Бревард, Флорида) — американский военный деятель, генерал-лейтенант ВВС США.

## Биография
Уильям Эвенс Холл родился 22 октября 1907 года в Макалестере, штат Оклахома. Родители — Мэй Шваб и Уильям Линскотт Холл. Младший брат — Линскотт Олдин «Скотт» Холл (1913—1999), бригадный генерал ВВС США. Рос вместе с братом сильными физически на ферме, окружённой миром дикой природы.
В 1929 году окончил Военную академию США в Вест-Пойнте.
Активно занимался спортом, в первый год учёбы был капитаном команды Вест-Пойнта по легкой атлетике и получил звание «Всеамериканский спортсмен».
Отслужив четыре года в полевой артиллерии, поступил в начальную лётную школу на авиабазе Рэндольф-Филд, штат Техас. В 1932 году получил знак авиатора и начал служить в Воздушном корпусе. В 1933 году поступил в продвинутую лётную школу на авиабазе Келли-Филд в том же штате, которую окончил через год.
В довольно рутинном начале своей карьеры служил в 78-й эскадрилье преследования на авиабазе Олбрук-Филд в зоне Панамского канала, а в 1937 году стал офицером, заведующим оперативной частью в 14-й авиационной базовой эскадрилье на авиабазе Боллинг-Филд в Вашингтоне, округ Колумбия.
В 1939 году поступил в тактическую школу Воздушного корпуса на авиабазе Максвелл-Филд, штат Алабама. По завершении учёбы он вернулся в Боллинг-Филд в качестве пост-адъютанта, а в июле 1941 года назначен помощником командира.
В сентябре 1941 года был переведен в штаб-квартиру Воздушного корпуса на пост помощника генерального авиационного инспектора. Через год он стал секретарём штаба корпуса, а в марте 1943 года — заместителем начальника штаба при генерале Генри Арнолде.
В решающий период Второй мировой войны служил на Средиземноморском театре боевых действий в качестве главы американской миссии в Болгарии, а затем был назначен заместителем командующего 15-й воздушной армией в Италии.
После окончания войны и возвращения в США занял должность заместителя помощника начальника штаба Воздушного корпуса по персоналу. В 1946 году в качестве представителя корпуса был введён в консультативную группу при начальнике штаба Армии США генерале Дуайте Эйзенхауэре. В следующем году стал главой авиационной исследовательской миссии США, занимавшейся изучением модернизационного потенциала ВВС Турции. Затем он был послан в Берлин в качестве директора по разведке при командующем американскими войсками в Германии генерале Люсиусе Клее. Осуществлял руководство последней фазой операции «Берлинский воздушный мост», проводившейся с июня 1948 года по май 1949 года по причине блокирования города советскими войсками.
В ноябре 1949 года был переведен в штаб-квартиру новосозданных Военно-воздушных сил США и назначен заместителем директора управления секретаря ВВС по связям с законодательными органами, а в мае следующего года возглавил и само управление.
В январе 1951 года стал командующим 4-й воздушной армией на авиабазе Гамильтон, штат Калифорния. В начале осени 1952 года он был назначен заместителем командующего Континентальным воздушным командованием на авиабазе Митчел на Лонг-Айленде, штат Нью-Йорк.
В сентябре 1953 года стал помощником начальника штаба резервных войск при штаб-квартире ВВС. 1 июля 1957 года был назначен командующим Континентальным воздушным командованием на авиабазе Робинс, штат Джорджия. Руководил структурой с численностью персонала порядка 15 тысяч военнослужащих и более 8 тысяч гражданских служащих, отвечавшей за обучение резерва в 15 воздушных армиях, подготовку и инспектирование 24-й эскадрильи ВВС Национальной гвардии, а также подготовку более 100 тысяч отдельных резервистов. В дополнение к этому являлся старшим членом и представителем ВВС при делегации США в военно-штабном комитете ООН.
Обладая квалификационной категорией «пилот-командир», за 26 лет службы имел более 6 тысяч часов налёта.
1 октября 1961 года вышел в отставку с должности командующего и с военной службы. На специальной церемонии на авиабазе Робинс был награждён медалью «За выдающуюся службу» из рук генерала Уильяма Макки.
В 1968 году переехал из Вашингтона в Палм-Бэй, штат Флорида.
Уильям Эвенс Холл скончался 28 мая 1984 года в возрасте 76 лет от внутреннего кровоизлияния в военном госпитале на мысе Канаверал, штат Флорида. Он оставил после себя брата, шестерых детей и одиннадцать внуков. Похоронен на Арлингтонском национальном кладбище, рядом со второй женой.

## Личная жизнь
Первый брак Уильяма Холла с Хеленой Каллауэй (1909—1977) закончился разводом. У них было четверо детей — дочь и три сына, два из которых сделали карьеру в ВВС, дослужившись до полковника и капитана соответственно.
В 1952 году Холл женился во второй раз — на Маргарите Хиггинс (1920—1966), известной журналистке и первой женщине-лауреате Пулитцеровской премии за книгу о корейской войне. Они познакомились во время службы в Германии, где Маргарита была руководителем берлинского бюро газеты «New York Herald Tribune». Чета Холлов жила в Джорджтауне, районе Вашингтона. Первый их ребенок, девочка, родился в 1953 году и умер через пять дней после преждевременных родов. В 1958 году Маргарита родила сына, а в 1959 году — дочь. В 1966 году Холл овдовел, после того как Маргарита в возрасте 45 лет умерла от лейшманиоза, которым заразилась во время пребывания на фронте вьетнамской войны.
Увлекался катанием на лодках и мотоциклах. Любил животных, держал кота, двух собак (в частности, глухого далматина), канарейку и двух попугаев.

## Награды
Медаль «За выдающуюся службу», орден «Легион почёта» с бронзовым пучком дубовых листьев, медаль «Бронзовая звезда», Воздушная медаль, Похвальная медаль Армии, медаль «За службу Американской обороне», медаль «За Американскую кампанию», медаль «За Европейско-африканско-ближневосточную кампанию» с тремя бронзовыми звёздами за службу, медаль Победы во Второй мировой войне, медаль «За службу в оккупационной армии» со знаком Берлинского воздушного моста, медаль «За службу национальной обороне», медаль «За службу в Корее», награда за долголетнюю службу в ВВС с серебряным и тремя бронзовыми пучками дубовых листьев, знак «Пилот-командир».